# Nordmaling (plaats)
Nordmaling (Zuid-Samisch: Nordmeliske of Novlemaanege) is de hoofdplaats van de gemeente Nordmaling in het landschap Ångermanland en de provincie Västerbottens län in Zweden. De plaats heeft 2619 inwoners (2005) en een oppervlakte van 310 hectare.
De plaats ligt tussen de steden Örnsköldsvik en Umeå), de afstand tot beide steden bedraagt ongeveer 50 kilometer. De plaats ligt aan het Nordmalingsfjärden, een baai van de Botnische Golf.
In de plaats ligt een middeleeuwse kerk uit de jaren 80 van de 15de eeuw.

## Verkeer en vervoer
Bij de plaats lopen de Europese weg 4 en Länsväg 353.
De plaats heeft een station aan de spoorlijn Västeraspby - Umeå.

## Geboren
- Ragnar Melén (24 maart 1895-1961), atleet